# 국도 제302호선 (일본)

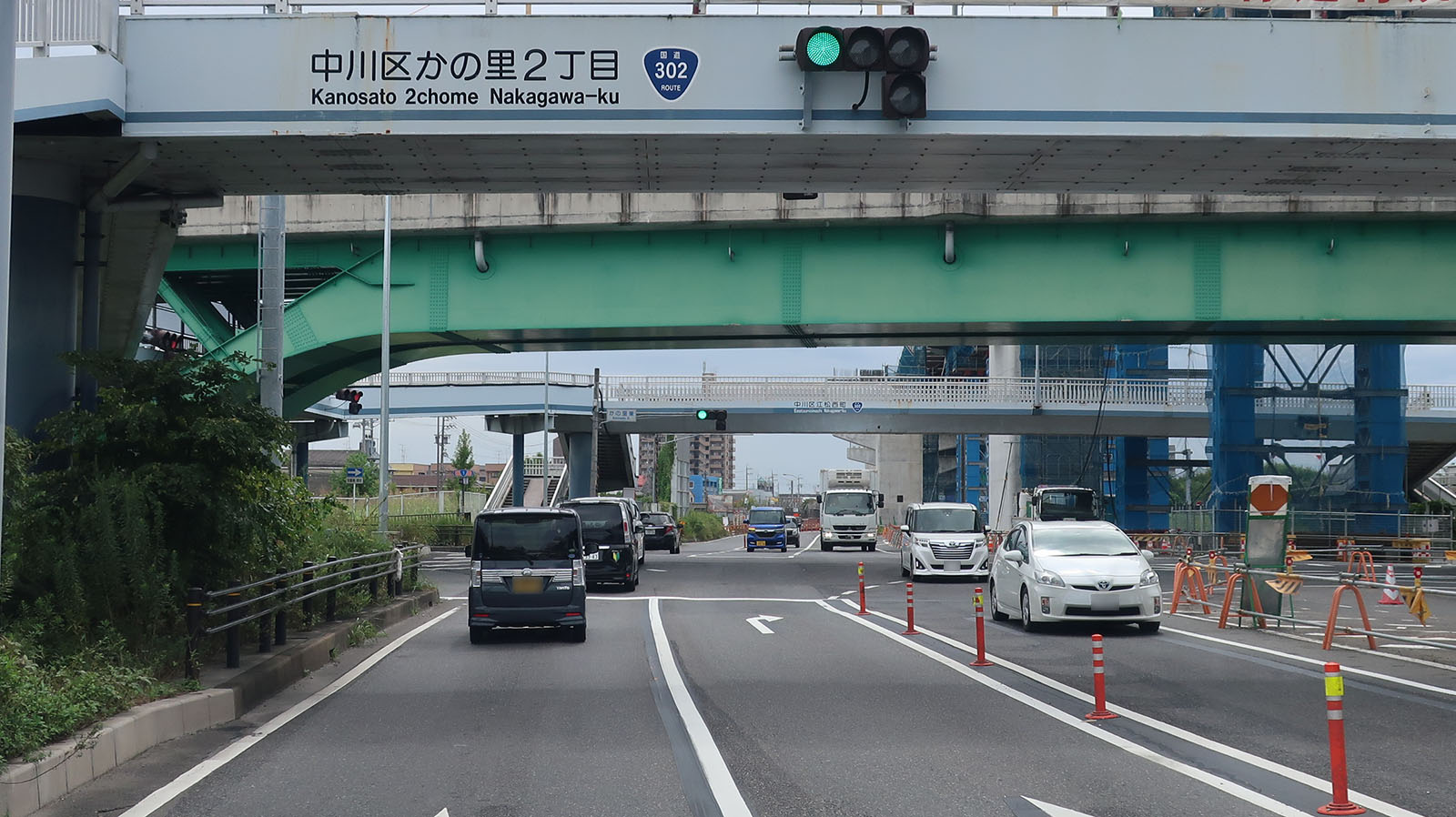
국도 302호선의 기종점
아이치현 나고야시 나카가와구
가노사토히가시 교차로

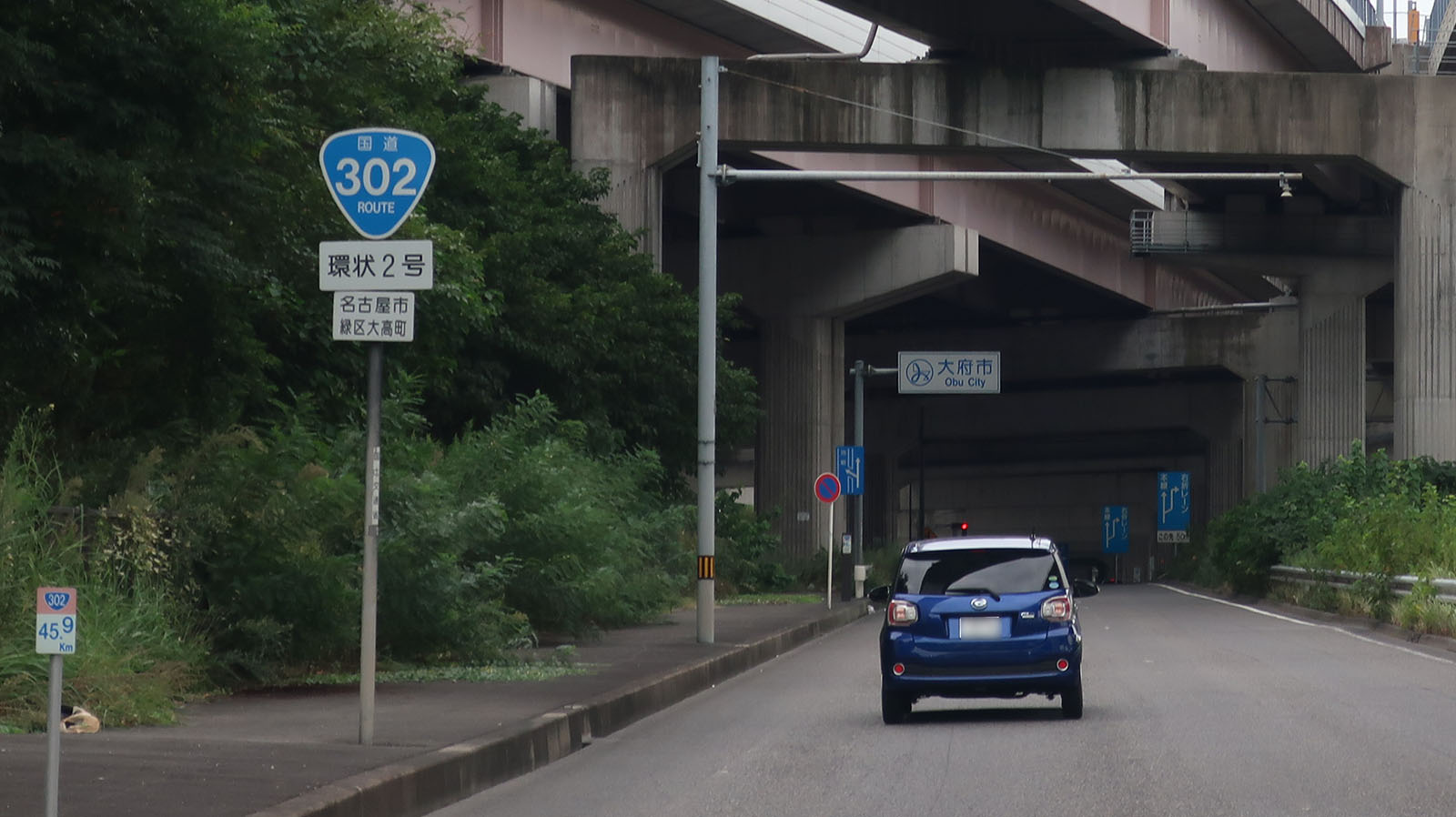
아이치현 나고야시 미도리구 벳쇼야마
나고야 환상 2호선의 표지판

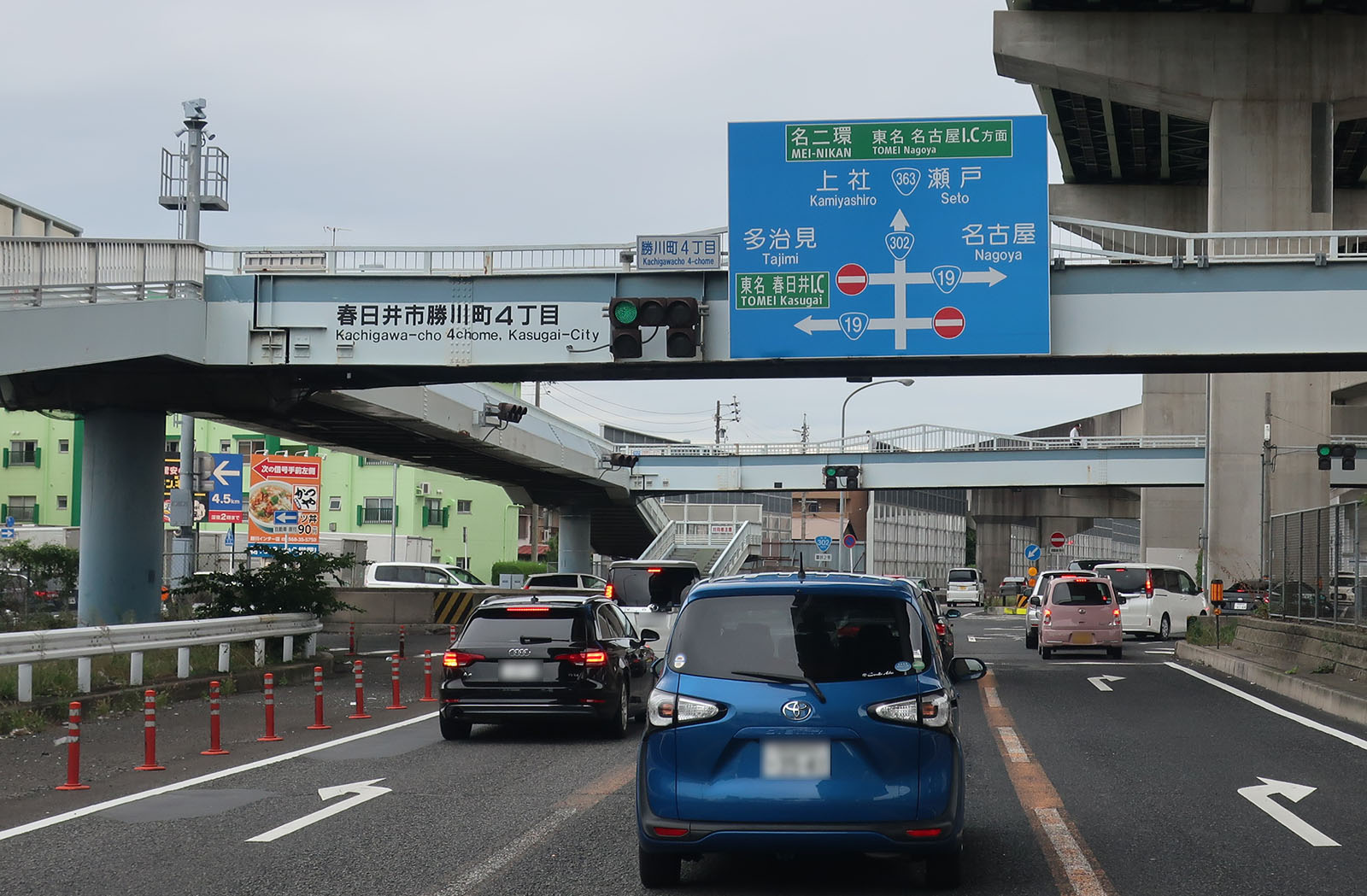
국도 제19호선과 교차
아이치현 가스가이시 가치가와초 4초메

국도 제302호선(일본어: 国道302号 こくどう302ごう[*])은 나고야 환상 2호선이라고 일컫는 외환도로로, 나고야 제2 환상 자동차도과 병행하고 있는 일반 국도의 부분과 더불어 이세 완간 자동차도의 일부를 각각 구성되어 있는 이세 완간도로 등으로 이루어진 일반 국도이다. 그래서 일본의 일반 국도로는 국도 제16호선과 함께 매우 특이한 순환 국도이기도 하다. 

## 개요
나고야시 모리야마구 기타야마 1초메 인근 일대를 중심으로 정체 및 병목 현상이 심화되어 있다. 그러나 메이테쓰 세토선의 건널목이 있지만, 이 전후로부터 차선이 줄어들고 있기 때문에, 교통의 원활화 및 건널목 사고의 해소를 목적으로 하기 위해 메이테쓰 세토선의 오바타역에서 오모리 · 긴조가쿠인마에역 사이의 구간에 한하여 단독 입체 교차 사업이 진행중에 있어, 2023년을 목표로 완성될 경우 정체 현상이 대폭적으로 해소할 것으로 기대하고 있다.
이와 함께 동일한 형태의 도로망인 나고야의 외환 도로인 아이치현도 제59호 나고야나카 환상선과의 교점이 무려 5곳씩 연결되어 있으며, 끝으로 나고야 환상 2호선은 영어로 Ring Road No. 2라고 별도로 안내하고 있다.
해당 노선 중 나고야항을 횡단하고 있는 구간인 도카이 나들목에서 도비시마 나들목 사이의 구간에 한하여 해당 노선의 자동차 전용도로로, 유료로 돈을 내는 구간이 성립된다.

### 노선 정보
일반 국도의 노선을 지정하고 있는 정령에 의거한 기종점 및 경유지는 다음과 같다.
- 기점 : 나고야시 나카가와구 (가노사토 2초메, 가노사토히가시 교차로 = 국도 제1호선과의 교점)
- 종점 : 나고야시 나카가와구 (기점과 동일)
- 중요한 경과지 : 아이치현 니시카스가이군 하루히정[A], 나고야시 니시구 및 기타구, 가스가이시, 나고야시 모리야마구, 메이토구, 덴파쿠구, 미도리구, 도카이시, 아마군 도비시마촌, 나고야시 미나토구 등
- 총 연장 : 76.1 km
- 중용 연장 : 없음
- 미공용 연장 : 11.0 km[B]
- 실제 연장 : 65.1 km
- 현도 : 65.1 km
- 구도 : 없음
- 신도 : 없음
- 지정 구간 : 없음

## 역사
- 1970년 (쇼와 45년) 4월 1일 - 일반 국도 302호선(아이치현 나고야시 지쿠사구 - 아마군 도비시마촌)으로 지정 시행
- 1975년 (쇼와 50년) 4월 1일 - 일반 국도 302호선이 나고야시 나카가와구 - 메이토구 - 나카가와구 사이의 순환선으로 경로가 변경됨
- 2011년 (헤이세이 23년) 3월 28일 - 가스가이시 지조강(일본어판) 부근의 일반 국도 부분이 개통되면서 전 구간 개통

## 노선 개황

### 통칭
- 나고야 환상 2호선(일본어판)

## 지리

### 통과하는 지자체
- 아이치현
  - 나고야시 (나카가와구) - 아마군 오하루정 - 아마시 - 기요스시 - 나고야시 (니시구 - 기타구) - 가스가이시 - 나고야시 (모리야마구 - 메이토구 - 덴파쿠구 - 미도리구) - 오부시 - 나고야시 (미나토구) - 아마군 도비시마촌

### 교차하는 도로
- 국도 제1호선
- 국도 제22호선
- 국도 제41호선
- 국도 제19호선
- 국도 제363호선 (일본)(일본어판)
- 국도 제153호선 (일본)(일본어판)
- 국도 제23호선
- 국도 제247호선 (일본)(일본어판)

### 교차하는 철도
- 긴테쓰 나고야선
- 간사이 본선
- 메이테쓰 쓰시마선
- 메이테쓰 나고야 본선
- 도카이도 신칸센
- 도카이도 본선
- 메이테쓰 이누야마선
- 메이테쓰 고마키선
- 주오 본선
- 메이테쓰 세토선
- 나고야 시영 지하철 히가시야마선
- 나고야 시영 지하철 쓰루마이선
- 나고야 시영 지하철 사쿠라도리선
- 메이테쓰 도코나메선